# Русские симфонические концерты
«Русские симфонические концерты» — мероприятия, организованные в 1884 г. в Санкт-Петербурге М. П. Беляевым с целью пропаганды творчества русских композиторов. Проводились до 1918 г.

## История
История беляевских «Русских симфонических концертов» восходит к концерту из произведений А. К. Глазунова, состоявшемуся 27 марта 1884 г. в зале Петропавловского училища под управлением Г. О. Дютша. Первый общедоступный концерт прошёл 23 ноября 1885 г. в зале Дворянского собрания (дирижёр Дютш). С 1886 г. концерты стали абонементными и проходили несколько раз в сезон.
В «Русских симфонических концертах» исполнялась не только симфоническая, но и концертная инструментальная музыка с оркестром, фрагменты из опер, значительное количество романсов. В течение ряда лет проводились квартетные вечера. Ведущим дирижёром концертов в 1886—1900 годах был Н. А. Римский-Корсаков. Дважды исполнением своих сочинений руководил П. И. Чайковский («Буря», 1888 г.; «Гамлет», 1889 г.). Музыка звучала также под управлением А. К. Глазунова (с 1886 г.; 15 марта 1897 г. он продирижировал премьерой не понравившейся ему 1-й симфонии С. В. Рахманинова, после чего петербургская пресса объявила симфонию неудачной), Ф. М. Блуменфельда (с 1889 г.), А. К. Лядова (с 1892 г.) и других музыкантов — обычно авторов исполнявшихся сочинений.
«Русские симфонические концерты» проходили большей частью в зале Дворянского собрания, а также на других петербургских сценах (в 1886 г. в Зале Кононова, в 1887 г. в Малом театре на Фонтанке). 22 и 29 июня 1889 г. концерты прошли во время Всемирной выставки в Париже (Дворец Трокадеро, дирижёр Римский-Корсаков). Наибольшее количество концертов состоялось в сезон 1888—1889 (всего восемь включая парижские).
Концерты финансировались из личного капитала М. П. Беляева, после его смерти — из средств, завещанных им Попечительному совету для поощрения русских композиторов и музыкантов (в 1904—1907 годах председателем совета был Римский-Корсаков, с 1907 г. — участник Беляевского кружка 
Н. В. Арцыбушев.

## Программы
Наряду с произведениями русских классиков М. И. Глинки и А. С. Даргомыжского, композиторов Новой русской музыкальной школы и П. И. Чайковского, в программы входила музыка А. К. Глазунова, А. К. Лядова и других, менее известных участников Беляевского кружка, произведения московских композиторов — С. И. Танеева, А. Н. Скрябина, А. Т. Гречанинова.
В рамках «Русских симфонических концертов» состоялись премьеры «Испанского каприччио» (31 октября 1887 г.) и «Шехеразады» (22 октября 1888 г.) Н. А. Римского-Корсакова (дирижёр автор), симфонической поэмы А. К. Глазунова «Стенька Разин» (23 ноября 1885 г., дирижёр Г. О. Дютш) и его симфоний — Второй fis-moll (5 ноября 1886 г.) и Четвёртой Es-dur (22 января 1894 г.; обеими симфониями дирижировал автор). Были впервые исполнены «Ночь на Лысой горе» М. П. Мусоргского в оркестровке Римского-Корсакова (15 октября 1886 г., дирижёр Римский-Корсаков), «Праздник Лиго» И. И. Витола на латышские народные темы (11 ноября 1889 г., дирижёр Римский-Корсаков) и др. Отдельные концерты были посвящены памяти А. П. Бородина (24 октября 1887 г.), П. И. Чайковского (20 ноября 1893 г.), А. Г. Рубинштейна (3 декабря 1894 г.) и включали только их сочинения (всеми тремя концертами дирижировал Римский-Корсаков). 22 декабря 1890 г. состоялся «Концерт в честь 25-летия музыкальной деятельности Н. А. Римского-Корсакова» (дирижёры Дютш, Глазунов).